# Mawlid
Mawlid, resp. narozeniny proroka Muhammada, jsou islámský svátek, slavený v jeho úmrtní den 12. rabí al-awwal. Oslavy jsou doloženy od 12. nebo 13. století, zvláště v Turecku, i přes určitý odpor konzervativních kruhů. Indičtí muslimové nazývají tento svátek bará wafát.

## Data slavení
- 9. srpna 1995 (1416)
- 28. července 1996 (1417)
- 17. července 1997 (1418)
- 6. července 1998 (1419)
- 26. června 1999 (1420)
- 15. června 2000 (1421)
- 4. června 2001 (1422)
- 25. května 2002 (1423)
- 14. května 2003 (1424)
- 2. května 2004 (1425)
- 21. dubna 2005 (1426)
- 10. dubna 2006 (1427)
- 31. března 2007 (1428)
- 20. března 2008 (1429)
- 9. března 2009 (1430)
- 26. února 2010 (1431)
- 15. února 2011 (1432)
- 5. února 2012 (1433)
- 24. ledna 2013 (1434)
- 14. ledna 2014 (1435)
- 3. ledna 2015 (1436)
- 24. prosince 2015 (1437)
- 12. prosince 2016 (1438)
- 1. prosince 2017 (1439)
- 20. listopadu 2018 (1440)
- 9. listopadu 2019 (1441)
- 29. října 2020 (1442)
- 26. září a 27. září 2023

V závorkách je islámský letopočet.